# Baltasar Suárez de la Concha
Baltasar Suárez de la Concha (en italiano, Baldassarre Suares della Conca) (Segovia, 1537-1620) fue un comerciante y noble hispano-italiano.

## Biografía
Nació en Segovia, siendo hijo del matrimonio formado por Pedro Suárez de la Concha y Francisca López Medina del Campo. Tuvo dos hermanos:
- Mariana que contraería matrimonio con Palla Strozzi, de noble familia florentina, hijo de Rinaldo Strozzi y Marina Boncambi.
- Cristóbal, caballero de la Orden de San Esteban.

Por parte de padre pertenecía a una familia de origen judeoconverso que ganó una relevancia en la Segovia de los siglos XVI y XVII. Serían miembros de esta familia, Hernando Suárez de la Concha, jesuita; y Francisca Suárez de la Concha, madre de Tomás Luis de Victoria.
En junio de 1562 partió a Florencia donde llegó en agosto de ese año. En un primer momento vivió con Pietro di Montoya (en español, Pedro de Montoya) en esta ciudad.
Poco tiempo después de su llegada fue nombrado cónsul de la nación española en la ciudad, importante puesto del comercio local. Como cónsul de la nación española en Florencia, extendería sus redes de comercio a Roma y Milán, además de ordenar los asuntos de este consulado.
El 20 de noviembre de 1573 Cosme I de Medici le otorgó una encomienda de patronazgo en la Orden de San Esteban.

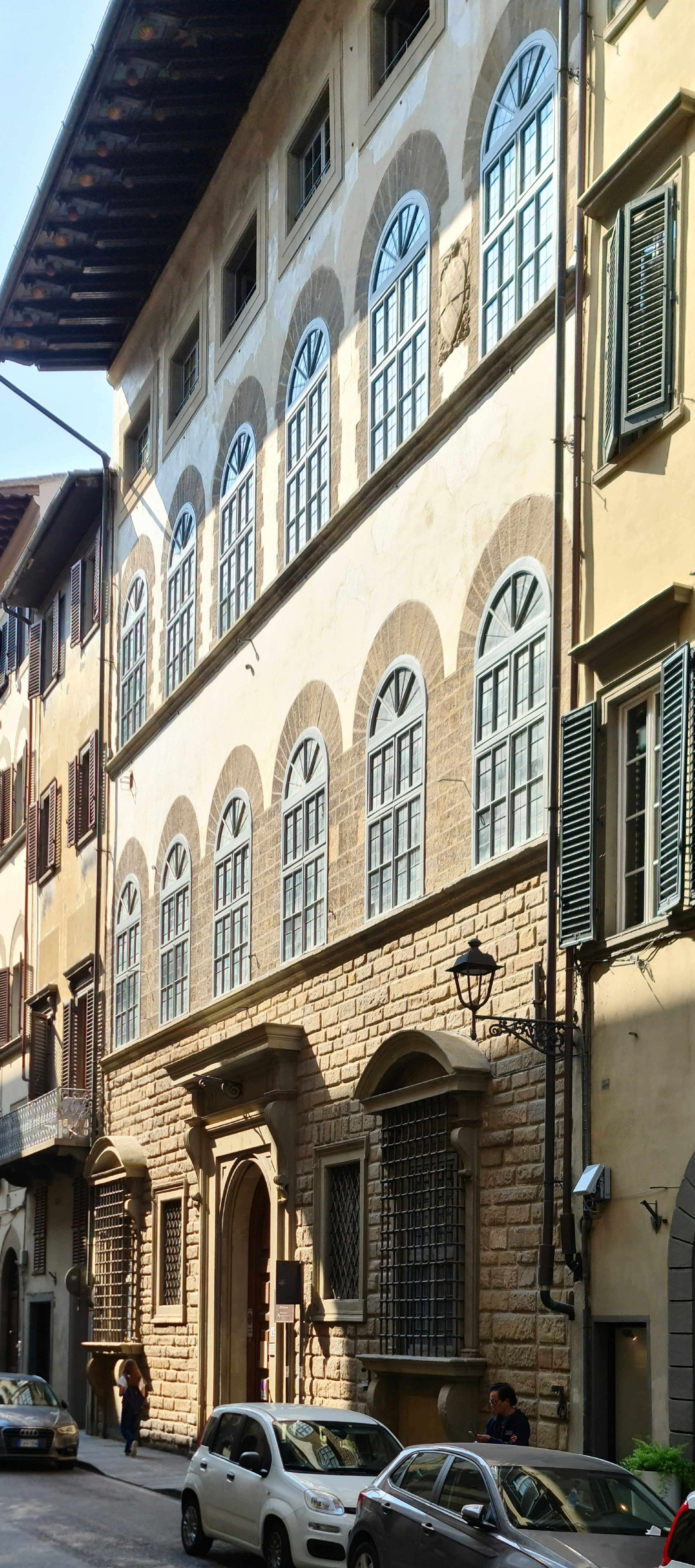
Vista de su palacio en Florencia

En 1574, doce años después de su llegada a Florencia contrae matrimonio con la hermana de Camilla Martelli, segunda esposa del gran duque Cosme I de Toscana, lo que convirtió a Baltasar en cuñado de este soberano. La boda se produjo en el Palacio Pitti, residencia de Cosme I.
Este enlace fue muestra de la importancia de Baltasar en la vida de Florencia.
En 1590 fue nombrado bailío de justicia de la Orden de San Esteban, un grado de la orden por el que tuvo que probar una mayor nobleza que en el caso de la encomienda anteriormente recibida.
En el año siguiente tuvo descendencia de su segundo matrimonio con María de’Medici, pariente también del entonces gran duque e hijo de Cosme I, Fernando I que había sucedido a su vez a su hermano mayor, Francisco I. María de’Medici era hija de Giuliano de’Medici, patricio florentino.
En 1603 fue dedicatario de El Pastor Fido, tragicomedia pastoral, de Battista Guarino.
Murió en 1620 y fue enterrado en la capilla de su patronazgo (hoy conocida como capilla de los Españoles) en el convento de Santa María Novella de Florencia. Se celebraron exequias en la iglesia de la Orden de San Esteban en Pisa.
Además fue propietario del Palazzo Corsini Suarez o Palazzo della Commenda en Florencia. En este lugar había nacido San Andrés Corsini.

## Matrimonios y descendencia
De su primer matrimonio con María Martelli, tuvo ocho vástagos:
- Maria Maddalena (-1660) casada en 1636 con Roberto Capponi (1598-1655), de noble familia florentina, con descendencia.
- Cosimo (1573-1575)
- Francesca (1574-1659) casada con Antonio Valderana.
- Pierantonio (1575-1603), militar que llegó a ser capitán.
- Ferdinando (1578-1664), casado en primeras nupcias (1618) con María de’Medici, con descendencia; y en segundas nupcias (1627) con Eleonora degli Albizzi, sin descendencia.
- Camillo (1579-1653), importante político y hombre público florentino.
- Caterina (1584-1663) casada en 1603 con Jacopo Nerli (1571-1662), de noble familia florentina, con descendencia.
- Bastiano (1585-1618), monje servita en el monasterio de Monte Senario.
- Mariana.

Tuvo otra hija de su matrimonio con Caterina de’Medici, Leonora (1591-) casada con Marcello Agostini, marqués de Caldana; con descendencia.

### Individuales
1. ↑  Quirós Rosado, Roberto (2012). «Génesis y consolidación de un linaje financiero castellano: los Victoria». Tomás Luis de Victoria y la cultura musical en la España de Felipe III, 2012, ISBN 978-84-15245-21-6, págs. 247-278 (Centro de Estudios Europa Hispánica, CEEH): 247-278. ISBN 978-84-15245-21-6. Consultado el 13 de febrero de 2024.
2. ↑  Guarini, Battista (1602).  Tarquinio Longo, ed. El Pastor Fido: tragicomedia pastoral. Nápoles.
3. ↑  Brocchi, Giuseppe (1742). «Vita di S. Andrea Corsini vescovo di Fiesole». Vite de' santi e beati fiorentini (en italiano). pp. 337-338. Consultado el 13 de febrero de 2024.
4. ↑  «Baldassare Suarez de la Concha». Base Roglo.